# Ming Xi
Ming Xi, née Xi Mengyao (chinois simplifié : 奚梦瑶 ; chinois traditionnel : 奚夢瑤 ; pinyin : Xī Mèngyáo) le 8 mars 1990 à Shanghai, est une mannequin chinoise.

## Biographie

### Enfance
Ming Xi vit à Shanghai où elle étudie la mode à l'université de Donghua jusqu'à ce qu'elle décide de s'essayer au mannequinat. En 2009, elle représente son pays, la Chine, au concours Elite Model Look et se classe 3e. Elle signe alors avec les agences Elite Model Management.

### Carrière
En 2009, seulement quelques mois après le concours, elle signe avec une agence new-yorkaise, Ford Model Management, et fait ses vrais débuts dans le mannequinat en défilant d'abord pour Givenchy, qui la choisit comme égérie, puis House of Holland, PPQ, Matthew Williamson, Julien Macdonald, Jil Sander, Pucci, Christian Dior, Vivienne Westwood, Kenzo, John Galliano, Rodarte, Alexander Wang, Tommy Hilfiger, Burberry, Lanvin, Dries Van Noten et Louis Vuitton. Elle se fait ainsi remarquer par Vogue Italia, qui la considère comme l'une des meilleures nouvelles mannequins. Elle apparaît également quatre fois dans Vogue China (dont une couverture) et dans des éditoriaux de Elle China, V, DANSK, LOVE, i-D, Contributing Editor (en) et Numéro.
En 2011, Diane von Fürstenberg la choisit comme égérie. Elle fait la publicité de Barneys New York, Lane Crawford et H&M. Elle défile pour Givenchy et Alexander Wang et ferme le défilé Elie Tahari (en). Elle est dans cinq éditoriaux et deux couvertures de Vogue China. Elle apparaît aussi en couverture de Marie Claire China, Women's Wear Daily, SCMP Style et Numéro China, et dans V, American Vogue, Vogue China, Dazed & Confused, Wonderland, Vs., Ponystep, Women's Wear Daily, Vogue Italia, The New York Times Style, 10 et W.
En 2012, elle apparaît dans des publicités de Gap, Max Mara, Lane Crawford, Y-3, Michael Kors, Ralph Lauren Denim et Max Factor. Elle fait la couverture de Vogue China, Vogue Russia, Manifesto, Modern Weekly et Glass, et est dans Harper's Bazaar, Pop (en), CR Fashion Book et Glass.
En 2013, elle participe au Victoria's Secret Fashion Show. Elle pose dans des publicités pour Nordstrom, Kenzo, Lane Crawford, River Island (en), Hogan, Dsquared², Max Factor, Dolce&Gabbana, Chanel, Sephora, Aldo, Bulgari et Zac Posen. Elle est en couverture de Elle China, Elle Taïwan, Manifesto et Harper's Bazaar Singapore, et dans des éditoriaux de Vogue Italia, Harper's Bazaar China, i-D et deux fois dans Vogue China. Le site web models.com la classe alors 32e de sa liste des cinquante meilleures mannequins.
En 2014, sa photo illustre trois éditoriaux de Vogue China et un de Elle China, ainsi que la couverture de Elle China. Elle fait la publicité de Diesel, Aldo et Michael Kors.
En 2015, elle pose pour Karl Lagerfeld, La Perla et Chanel. Elle est en couverture de 10 Magazine (en).
En 2015, elle fait la publicité de Flower by Kenzo.